# Porticus Catuli
La Porticus Catuli ("portico di Catulo") era un monumento (in latino monumentum) dell'antica Roma ubicato sul Palatino.
Il portico fu costruito da Quinto Lutazio Catulo (console nel 102 a.C.) per commemorare la vittoria che ottenne assieme a Gaio Mario sui Cimbri a Vercellae.

## Ubicazione
Il portico sorgeva presso la casa  (domus) di Catulo, che Plinio il Vecchio riteneva fosse una delle più grandiose tra quelle edificate alla fine del II secolo a.C..

## Storia
La consuetudine di espandere una casa di famiglia a partire da strutture relativamente modeste di età medio-repubblicana iniziò in questo periodo.
Il portico di Catulo divenne noto perché vi si esponevano opere artistiche.
La sua grandiosità rivaleggiava con il tempio di Onore e Virtù, edificato da Mario per commemorare anch'esso la stessa vittoria per la quale entrambi ottennero di celebrare il trionfo.
Il portico di Catulo sorgeva su un punto prominente del terreno che era già stato molto politicizzato.
In precedenza è stato il sito della casa di M. Fulvio Flacco, uno dei sostenitori del populares Gaio Gracco, che fu condannato a morte e subì la confisca e la distruzione della sua proprietà.
Verso la metà del I secolo a.C., il portico di Catulo fu interessato dalla disputa tra Cicerone e Clodio.
Quando Cicerone fu condannato all'esilio per aver posto a morte cittadini romani senza aver prima concesso loro il diritto di appello, Clodio rase al suolo la casa di Cicerone, e forse anche lo stesso portico di Catulo, per edificare un sacello dedicato alla Libertas.
Sebbene il portico fosse stato raso al suolo piuttosto che incorporato nel nuovo complesso religioso, esso fu riedificato assieme alla casa di Cicerone quando all'oratore fu concesso di rientrare a Roma.